# François Boisrond
Pour les articles homonymes, voir Boisrond.
François Boisrond est un peintre français né le 24 mars 1959 à Boulogne-Billancourt (Hauts-de-Seine). Il fait partie du mouvement français de la figuration libre. Il vit et travaille à Paris. 

## Biographie
François Boisrond est le fils des cinéastes Michel Boisrond et Annette Wademant.
Il fait ses études à l'École nationale supérieure des arts décoratifs de Paris, en 1977-1980. Il y rencontre Hervé Di Rosa, Stéphane Trois Carrés, Manhu, avec lesquels il va s'engager dans le mouvement de la Figuration libre avec Robert Combas et Rémi Blanchard et Catherine Viollet, notamment.
À partir de 1999, François Boisrond est professeur de peinture à l'École nationale supérieure des beaux-arts, de Paris.

## Décoration
- Médaille de la protection judiciaire de la jeunesse (1994)[3]

## Œuvre picturale
Dans les années 1980, François Boisrond peint des personnages dans des situations de la vie quotidienne. Ses toiles sont colorées et vives. Les formes sont simplifiées souvent cernées de noir. Il s'inspire de l'art brut.
Dans les années 2000, il transforme son atelier en musée travaillant au milieu des visiteurs.

## Œuvres (sélection )
- Sans titre, triptyque, acrylique sur toile libre, 119 × 208 cm (chaque élément), 1981, musée d'art de Toulon
- Sans titre, triptyque, acrylique sur papier journal, 66 × 50 cm (chaque élément), 1981, musée d'art de Toulon
- Sans titre, triptyque, acrylique sur toile, 208 x 125 (chaque), 1982, galerie Farideh Cadot, Paris